# Forces nationales et islamiques en Palestine
Les Forces nationales et islamiques en Palestine sont une coalition d'organisations palestiniennes formée peu de temps après le déclenchement de la seconde Intifada, mené par Marwan Barghouti avec l'accord de Yasser Arafat.
La coalition tente de coordonner politiquement les principales organisations palestiniennes.
La coalition publie son premier communiqué le 30 septembre 2000: elle affiche une continuité avec le Commandement national unifié de la première intifada.
La coalition rassemble quatorze mouvements palestiniens membres ou non de l'OLP, des partis nationalistes, communistes et islamistes.

## Les organisations palestiniennes membres de la coalition
- Fatah
- FPLP
- Hamas
- FDLP
- Parti du peuple palestinien
- Parti démocratique palestinien
- PPSF
- Front de libération de la Palestine
- Jihad islamique palestinien
- Front de libération arabe
- Front arabe palestinien
- FPLP-CG
- Parti islamique nationale du salut
- As-Sa'iqa